# Scotopteryx sinuosa
Scotopteryx sinuosa là một loài bướm đêm trong họ Geometridae.